# Аккрінгтон Стенлі (1891)
«Акрінгтон Стенлі» (англ. Accrington Stanley Football Club) — англійський футбольний клуб з Аккрінгтона, графство Ланкашир. Заснований у 1891 році та розформований у 1966 році. Виступав у Футбольній лізі Англії з 1921 по 1962 рік. Домашні матчі клуб проводив на стадіоні «Піл Парк».

## Історія
Клуб був заснований в 1891 під назвою «Стенлі Вілла» (англ. Stanley Villa Football Club). Назва була обрана за місцем проживання більшості засновників клубу, які проживали на цій вулиці. У 1893 році клуб взяв назву міста і став називатися «Аккрінгтон Стенлі», а ще через рік вступив до Ліги Аккрінгтона та околиць (Accrington & District League). Інший клуб з того ж міста, «Акрінгтон», на той момент відчував серйозні складнощі, і вже до початку XX століття «Акрінгтон Стенлі» став домінуючим клубом у місті. У 1900 році клуб вступив до Комбінації Ланкаширу, згодом вигравши цей турнір у 1903 і 1906 році. Згідно з даними 1904 гравці клубу носили червоні футболки та темні шорти.
У 1921 році клуб подав заявку на вступ до Футбольної ліги, яка була задоволена, і «Акрінгтон Стенлі» став одним із засновників Третього північного дивізіону Футбольної ліги. Найкращим результатом клубу стало друге місце у Третьому північному дивізіоні в сезонах 1954/55 та 1957/58. Клуб виступав у Третьому північному дивізіоні до 1958 року, а після об'єднання північної та південної секцій та утворення Четвертого дивізіону виступав у Третьому дивізіоні. У сезоні 1959/60 клуб посів останнє 24-те місце у Третьому дивізіоні та вибув у Четвертий дивізіон. У ньому він провів лише один повний сезон. У сезоні 1961/62 клуб знявся з чемпіонату 11 березня 1962 року після 33 турів через фінансові труднощі. Результати команди (33 гри, 5 перемог, 8 нічиїх, 10 поразок, 19 м'ячів забито, 60 м'ячів пропущено) були анульовані.
Після виходу з Футбольної ліги клуб повернувся до Комбінації Ланкашира, вступивши до другого дивізіону цього турніру. У сезоні 1963/64 команда виграла другий дивізіон Комбінації Ланкашира. Після чотирьох сезонів у цьому турнірі клуб був розформований у 1966 році. Через два роки був заснований новий клуб з тією ж назвою, що існує досі.

## Досягнення
- Комбінація Ланкашира
  - Чемпіон: 1902/03, 1905/06
  - Чемпіон дивізіону 2: 1963/64